# Constantin Joostens
Constantin Gérard Jean Joostens, ook gekend als Joostens-Elsen, (Antwerpen, 29 oktober 1804 - 23 juni 1870) was een Belgisch koopman, reder, bankier en politicus voor de Liberale Partij.

## Levensloop
Hij was een zoon van de koopman en reder Mathias Joostens en van Catherine Stuyck en was getrouwd met Catherine Elsen. Zoals zijn vader was hij koopman en reder en daarbij ook nog bankier, als directeur van de Antwerpse Spaarkas. Hij was ook lid van de Algemene Raad van de Algemene Spaar- en Lijfrentekas.
In 1840 werd hij gemeenteraadslid van Wijnegem tot in 1845 en schepen van 1840 tot 1842. In 1848 werd hij gemeenteraadslid van Antwerpen tot in 1863 en schepen van 1858 tot 1863. In 1859 werd hij liberaal senator voor het arrondissement Antwerpen, in opvolging van Edouard Cogels, en vervulde dit mandaat tot in 1867.